# 卡揚貝縣
卡揚貝縣（西班牙語：Cantón Cayambe），是厄瓜多爾的縣份，位於該國北部，由皮欽查省負責管轄，面積1,182平方公里，海拔高度3,895米，2010年人口85,795，人口密度每平方公里72.58人。